# Sentier de grande randonnée de pays Grande Traversée des Préalpes
La sentier de grande randonnée de pays Grande Traversée des Préalpes (GTPA) est un sentier de grande randonnée de pays traversant le département des Alpes-de-Haute-Provence de Sisteron à Entrevaux.

## Parcours
- Sisteron
- Col de Mézien
- Mézien
- Saint-Geniez
- Abros
- Col de Mounis
- Sommet du Corbeau
- Thoard
- Col de la Croix
- Digne-les-Bains
- Pas d'Entrages
- Entrages
- Col de Pierre Basse
- Pas de la Faye
- Tartonne
- Col de Séoune
- Thorame-Basse
- La Colle-Saint-Michel
- Méailles
- Col d'Argenton
- Annot
- Col de Saint-Jeannet
- Entrevaux